# Lettre à Ménécée
Pour les articles homonymes, voir Ménécée.
La Lettre à Ménécée est une lettre écrite par le philosophe Épicure à son disciple Ménécée. Le texte résume la doctrine éthique d'Épicure et propose une méthode pour atteindre le bonheur, en même temps qu'elle en précise les conditions. Avec la Lettre à Hérodote et la Lettre à Pythoclès, la Lettre à Ménécée fait partie des rares textes d'Épicure qui sont parvenus jusqu'aux temps modernes,

## Présentation
Le texte de la Lettre nous parvient grâce au doxographe Diogène Laërce, qui le retranscrit au livre X de ses Vies, doctrines et sentences des philosophes illustres,. Consacré à Épicure, le livre X de Laërce reproduit également deux autres lettres, et un ensemble de 40 maximes dites « capitales ». Jusqu'à la publication en 1888 de maximes issues d'un manuscrit du Vatican, la retranscription de Diogène Laërce constitue l'intégral du corpus attribué à Épicure. La Lettre à Ménécée est ainsi l'une des seules sources concernant la pensée d'Épicure sur les sujets dont elle traite, la plupart des  œuvres de l'auteur ayant été perdues.
Épicure annonce que la philosophie est la médecine de l'âme, et qu'on peut la pratiquer à tout âge.
Il propose également un quadruple remède (tetrapharmakos, terme utilisé par les épicuriens postérieurs) pour se soigner des maux de la condition humaine, à savoir :
- Les dieux ne sont pas à craindre.
- La mort n'est pas à craindre.
- On peut atteindre le bonheur.
- On peut supporter la douleur[6].

### Plan de laLettre à Ménécée
- 1 Prologue- introduction générale: Il est nécessaire de s'exercer à la philosophie quel que soit l'âge, le moment d'être heureux ne doit pas attendre. (§§122-123)
- 2 Les dieux ne sont pas à craindre car bienheureux. Critique des opinions populaires à leurs propos. (§§123-124)
- 3 La mort n'est rien pour nous, par conséquent il ne faut pas la craindre. (§§124-127)
- 4 Il faut surtout différencier les désirs et privilégier ceux qui sont naturels et nécessaires. Le plaisir qui en résulte permet l'absence de souffrance. (§§127-128)
- 5 Le plaisir est donc le commencement et la fin de la vie heureuse. Cependant il faut effectuer une juste estimation et mesure des plaisirs et des peines. (§§128-130)
- 6 Le "raisonnement sobre" dans les plaisirs est la marque de l'autosuffisance et il s'oppose à la recherche sans fin des jouissances immédiates. (§§130-132)
- 7 La prudence est la synthèse entre plaisir et vertu. (§132)
- 8 Épilogue : Le sage (épicurien) vit donc selon les préceptes établis précédemment, sans craindre la fortune et n'ayant d'autre maître que lui-même. (§§133-135)

### LeTetrapharmakos

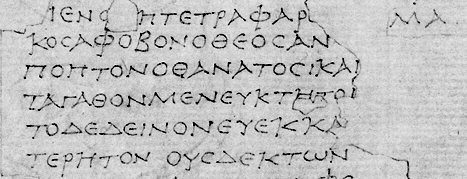
Le tétrapharmakos, formule courte qui condense certains éléments présents dans la Lettre à Ménécée

#### Les dieux ne sont pas à craindre
Dans l’épicurisme, l’existence de dieux est une prénotion, c’est-à-dire une connaissance spontanée et indubitable. Dans la Lettre à Ménécée, Épicure part d’un constat : les hommes ont peur des dieux ; or, selon lui, cette crainte provient du fait que les hommes se font de fausses opinions au sujet des dieux. En effet, « les affirmations de la foule sur les dieux ne sont pas des prénotions, mais bien des présomptions fausses. Et ces présomptions fausses font que les dieux sont censés être pour les méchants la source des plus grands maux comme, d'autre part, pour les bons la source des plus grands biens. » En réalité, ce qui caractérise les dieux, ce sont leur immortalité et leur bonheur. Ainsi, si la vraie nature des dieux est d’être immortels et bienheureux, ils ne sont pas à craindre, car ils ne se soucient pas des hommes. Se soucier des hommes équivaudrait pour eux à s'occuper des problèmes du monde des hommes, d'accorder à certains leurs faveurs, d'abattre sur d'autres leur colère, et autres occupations qui sont incompatibles avec l'ataraxie béate qui les caractérise. À partir de ce point, Épicure démontre en quoi les dieux n'ont et ne peuvent avoir aucune incidence sur la vie humaine : d'une part, leur béatitude les rend indifférents à l'ordre même du monde, en conséquence de quoi ils ne peuvent pas être tenus pour responsables de ce qui relève du hasard comme les phénomènes naturels (orage, tempête, etc.) ; d'autre part, leur immortalité les rendent indifférents aux hommes dont ils n'attendent ni ne veulent rien. Ce deuxième point se fonde sur la doctrine atomiste d'Épicure selon laquelle les dieux sont en constant renouvellement atomique, c'est-à-dire comme des êtres immortels, complets, en conséquence de quoi ils ne peuvent pas vouloir faire commerce avec les hommes. En définitive, c'est en vertu de la béatitude et de l'incorruptibilité des dieux que dieux et hommes ne sont jamais en relation, d'aucune manière possible, donc que les dieux ne sont pas à craindre.

#### La mort en dehors de la sphère humaine
Épicure développe un concept de la mort selon lequel cette dernière ne peut être perçue par l'être humain, car on ne peut vivre sa propre mort.
Le texte s'ouvre sur l'idée que l'homme ne doit pas craindre la mort. Il étaye cette idée de plusieurs raisonnements logiques, notamment celui de la sensation : puisque tout plaisir ou souffrance est contenu dans la sensation, et que la mort est privation de celle-ci, il ne faut en aucun cas craindre la mort. Plus encore que la simple cessation du corps, c'est l'âme qui s'évapore avec la mort, Épicure estimant comme Démocrite que tout est composé d'atomes, donc pouvant se décomposer et disparaître (selon sa doctrine tirée de l'atomisme). Le passage du texte consacré à la mort se conclut sur ces mots : « Ainsi, le plus effroyable des maux, la mort, n'est rien pour nous, étant donné précisément que, quand nous sommes, la mort n'est pas présente; et que, quand la mort est présente, alors nous ne sommes pas. » C'est pour ainsi dire la mort de la mort. De ce fait l'homme ne doit plus craindre la mort comme il l'a toujours fait, mais ne pas y penser puisqu'il ne pourra la côtoyer. Marc Aurèle développera cette idée en considérant que l'homme a des limites dans le temps comme il en a dans l'espace, et n'a pas plus à s'inquiéter des premières que des secondes.
Épicure n'édifie pas son raisonnement en vain, pour la simple "beauté de la chose". Il prescrit cette vision de la vie à tout être humain comme un des moyens d'atteindre la plénitude de sa vie d'homme. Ainsi prend-il juste après sa démonstration, l'image du sage (épicurien) et montre en quoi il atteint le bonheur en ne craignant pas la mort et en vivant sa vie de manière saine et juste (de manière épicurienne). Idée qu'on peut rapprocher du livre de l'Ecclésiaste datant justement d'une époque voisine.
- Ce texte fait apparaître la fermeté d'Épicure, sa rigueur, sa patience et sa bienveillance, mais aussi son absence de complaisance pour ceux qui, prônant le suicide, parlent sans réfléchir aux conséquences de leurs affirmations.

- La première phrase du texte donnait d'ailleurs le ton : pas de théorie sans pratique. L'enjeu de ce texte était donc moral : agir conformément à la vérité pensée, seule attitude intelligente susceptible de permettre l'ataraxie (absence de troubles de l'âme).

#### La douleur est relative
Pour Épicure, on souffre davantage de l'anticipation de la douleur que de la douleur elle-même. De plus, il ne faut pas craindre la douleur : soit elle est très vive, mais rapide; ou bien peu vive et demeure, auquel cas la mort n'est pas loin; soit enfin la douleur est chronique, auquel cas elle devient supportable en ce qu'on s'y habitue.

#### Typologie des désirs
Épicure établit une distinction entre les différents types de désirs : 
- Les désirs vains : basés sur des opinions fausses, ils ne doivent pas être satisfaits (luxure, richesse excessive, célébrité...) car ils entraînent toujours de la souffrance.
- Les désirs naturels : qui ne sont ni nécessaires ni vides mais simplement conformes à notre nature : le désir sexuel, le jeu, l'art, la science. Ils peuvent ajouter du plaisir mais ne sont pas nécessaires.
- Les désirs naturels nécessaires : il s'agit de la faim, de la soif, par exemple, mais aussi de la philosophie et de l'amitié. Ces désirs doivent être satisfaits car ils sont nécessaires pour atteindre la plénitude. La satisfaction de ces désirs doit être dans la modération afin de ne pas produire un manque. En effet, si pour épancher la soif, on ne fait que consommer du vin, il va se créer inévitablement un sentiment de manque lorsque l'on n'aura plus de vin. Or les désirs naturels nécessaires peuvent être facilement comblés par une vie prudente et sage en accord avec la nature.

Satisfaire ses désirs ne signifie pas devenir ascète mais bel et bien savoir éviter une situation de dépendance envers les plaisirs ou les désirs. Afin d'expliquer ce point, Épicure parle de « calcul des plaisirs ». Il s'agit d'un principe selon lequel il faut savoir résister à un plaisir afin de prévenir un plus grand mal qui pourrait survenir plus tard. Le sage est capable de suivre cette direction et il évite ainsi le manque qui viendrait entraver sa vie. Le but du sage et donc du philosophe est d'atteindre l'ataraxie, c'est-à-dire le repos de l'âme, et l'aponie, qui concerne le corps.
Il y a, et notamment dans la Lettre à Ménécée, une hiérarchie des douleurs, celle de l'âme étant plus dure à supporter que celle du corps. L'âme doit aussi permettre d'oublier la douleur somatique. Dans une lettre qu'il a écrite le jour de sa mort à Idoménée, alors qu'il était atteint d'une maladie très douloureuse, Épicure précise qu'il surmonte ses douleurs physiques en se remémorant les conversations qu'ils ont eues ensemble. C'est ainsi qu'il est possible d'affirmer que le corps semble moins important que la santé de l'âme.

#### Influences
L'épicurisme de la Lettre à Ménécée est devenu au fil des décennies une des philosophies majeures de la Grèce antique. Perpétuée dans l'empire romain au Ier siècle ap. J.-C., elle s'opposa au stoïcisme pour être la philosophie de vie principalement enseignée dans les écoles philosophiques. On doit son importance durant cette période au poète Lucrèce, qui, reprenant les thèses d'Épicure, les traduisit avec un langage poétique dans son œuvre De rerum natura, en y apportant tout de même plusieurs approfondissements comme sur le thème de l'atome et ses conséquences. Cependant l'épicurisme perdit de sa superbe après cette période et s'éteignit aux alentours du IIe siècle ap. J.-C. Encore qu'on en trouve des traces au IIIe siècle.